# 鲁斯兰·察利科夫
鲁斯兰·哈吉斯梅洛维奇·察利科夫（羅馬化：Ruslan Khadzhismelovich Tsalikov）是俄罗斯大将、前国防部第一副部长和荣誉勋章获得者。他拥有俄罗斯联邦一级高级国家官员头衔。

## 制裁
察利科夫于2022年因俄乌战争而受到英国政府制裁。